# غايزينكالنس
غايزينكالنس عند 312 م (1،024 قدمًا) فوق مستوى سطح البحر، هي أعلى نقطة في لاتفيا. يقع في فيدزيم أبلاند على بعد مسافة قصيرة إلى الغرب من مدينة مادونا ، وسط فيدزيم.

## وصلات خارجية
- Gaiziņkalns on Latvian Tourism Portal